# Rasun
Rasun – miejscowość w Jordanii, w muhafazie Adżlun. W 2015 roku liczyła 2586 mieszkańców.